# Сигедин, Виталий Николаевич
Виталий Николаевич Сигедин — советский хозяйственный, государственный и политический деятель.

## Биография
Родился в 1937 году в Гурьеве. Член КПСС с 1962 года.
С 1959 года — на хозяйственной, общественной и политической работе. В 1959—2001 гг. — 1-й секретарь Навоийского горкома КП Узбекистана, 1-й секретарь Зеравшанского горкома партии КП Узбекистана, директор Центрального рудоуправления Навоийского ГМК, генеральный директор золотодобывающего Алмалыкского горно-металлургического комбината.
Член ЦК КПСС в 1990-1991 гг. Избирался депутатом Верховного Совета Узбекской ССР 12-го созыва, Олий Мажлиса Узбекистана 1-го и 2-го созывов (1995—2001).
Делегат XXVIII съезда КПСС.
Скончался 1 мая 2011 г. на 75-м году жизни.